# 蒙托尔德
蒙托尔德（法語：Montoldre，法語發音：[mɔ̃tɔldʁ]）是法国阿列省的一个市镇，位于该省中东部，属于维希区。

## 地理
蒙托尔德（46°20'4"N, 3°26'47"E）面积18.9 平方千米，位于法国奥弗涅-罗讷-阿尔卑斯大区阿列省，该省份为法国中部省份，北起涅夫勒省、西北接谢尔省，西南至克勒兹省，南至多姆山省，东南临卢瓦尔省，东临索恩-卢瓦尔省。
与蒙托尔德接壤的市镇（或旧市镇、城区）包括：布塞、龙热尔、圣热朗德沃、圣卢、特雷托、阿列河畔瓦雷讷。

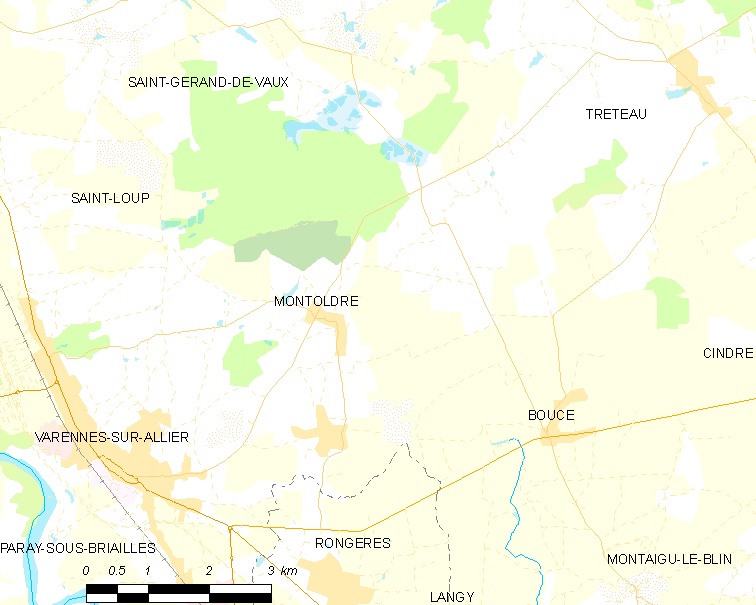
蒙托尔德的OSM定位图

蒙托尔德的时区为UTC+01:00、UTC+02:00（夏令时）。

## 行政
蒙托尔德的邮政编码为03150，INSEE市镇编码为03187。

## 政治
蒙托尔德所属的省级选区为锡乌勒河畔圣普尔桑县。

## 人口

1962-2008年间蒙托尔德人口变化图示

蒙托尔德于2022年1月1日时的人口数量为602人。